# Старогардский повет
Старогардский повят (пол. Powiat starogardzki) — повят (район) в Польше, входит как административная единица в Поморское воеводство. Центр повята — город Старогард-Гданьски. Занимает площадь 1345,28 км². Население — 127 292 человека (на 30 июня 2015 года).

## Административное деление
- города: Чарна-Вода, Скурч, Старогард-Гданьски, Скаршевы
- городские гмины: Чарна-Вода, Скурч, Старогард-Гданьски
- городско-сельские гмины: Гмина Скаршевы
- сельские гмины: Гмина Бобово, Гмина Калиска, Гмина Любихово, Гмина Осечна, Гмина Осек, Гмина Скурч, Гмина Сментово-Граничне, Гмина Старогард-Гданьски, Гмина Зблево

## Демография
Население повята дано на 30 июня 2015 года.
| Перепись            | Всего   | Мужчины | Женщины |
| ------------------- | ------- | ------- | ------- |
|                     | чел.    | чел.    | чел.    |
| Всего               | 127 292 | 62 702  | 64 590  |
| Городское население | 61 758  | 29 796  | 31 962  |
| Сельское население  | 65 534  | 32 906  | 32 628  |